# فوخت
فوخت (به هلندی: Vught) یک شهرستان در هلند است که در برابانت شمالی واقع شده‌است.

## خصوصیات
فوخت   ۵ متر بالاتر از سطح دریا واقع شده‌است.

## خواهرخوانده
شهر ارانینبرگ خواهرخواندهٔ فوخت هست.